# 第11航空・防空軍 (ロシア航空宇宙軍)
第11航空・防空軍（だい11こうくう・ぼうくうぐん、ロシア語: 11-я армия ВВС и ПВО）は、ロシア航空宇宙軍総司令部隷下の5個の航空軍の内の1つ。管轄域は東部軍管区と同じくし、東部軍管区作戦・戦略司令部(OSK)の指揮下に入り、統合作戦を実施する。その前身は、第11航空軍である。司令部はハバロフスクに所在する。

第11航空・防空軍の管轄域

## 沿革
- 1998年6月1日：ロシア空軍とロシア防空軍の統合に伴い、第1特別極東航空軍と第11独立防空軍が第11航空軍（11-я воздушная армия）に統合。
- 2009年12月1日：第3航空・防空コマンドが第11航空軍から改編設立された。
- 2015年8月1日：第3航空・防空コマンドから第11航空・防空軍に名称変更された。

## 編制

### 2015年8月現在
2015年8月現在、3個防空師団、1個航空師団、2個独立航空連隊、2個航空基地からなる。司令部はハバロフスクに所在する。
第11航空・防空軍司令部（Штаба 11-я армия ВВС и ПВО）：ハバロフスク
- 第25防空師団（25-я дивизия ПВО）：コムソモリスク・ナ・アムーレ
  - 第1529親衛対空ミサイル連隊（1529-й гвардейский зенитно-ракетный полк）：ハバロフスク、S-300PS/PM
  - 第1530対空ミサイル連隊（1530-й зенитно-ракетный полк）：コムソモリスク・ナ・アムーレ、S-300PS/PM
  - 第1724対空ミサイル連隊（1724-й зенитно-ракетный полк）：ビロビジャン、S-300V
  - 第343電波技術（レーダー）連隊（343-й радиотехнический полк）：ハバロフスク
  - 第39電波技術（レーダー）連隊（39-й радиотехнический полк）：ユジノサハリンスク
- 第26防空師団（26-я дивизия ПВО）：チタ
  - 第1723対空ミサイル連隊（1723-й зенитно-ракетный полк）：ジダ、9K37/9K317
  - 第342電波技術（レーダー）連隊（342-й радиотехнический полк）：チタ
- 第93防空師団（93-я дивизия ПВО）：ウラジオストク
  - 第589親衛対空ミサイル連隊（589-й гвардейский зенитно-ракетный полк）：ウラジオストク、S-300PS/PM
  - 第1533親衛対空ミサイル連隊（1533-й гвардейский зенитно-ракетный полк）：ナホトカ、S-300PS/PM、S-400
  - 第344電波技術（レーダー）連隊（344-й радиотехнический полк）：ウラジオストク

- 第303親衛混成航空師団（303-я гвардейский смешанная авиационная дивизия）：フルバ、コムソモリスク・ナ・アムーレ南17km
  - 第22親衛戦闘機航空連隊（22-й гвардейский истребительный авиационный полк）：ツェントラリナヤ・ウグロバヤ、ウラジオストク北東29km、Su-27SM/UB、Su-30M2、MiG-31DZ/BS
  - 第23戦闘機航空連隊（23-й истребительный авиационный полк）：ジェムギ、コムソモリスク・ナ・アムーレ北東8km、Su-35S、Su-27SM/UB、Su-30M2
  - 第120親衛混成航空連隊（120-й гвардейский смешанный авиационный полк）：ドムナ、チタ郊外、 Su-30SM、Su-25/SM/UB
    - 第?航空群（?-я авиагруппа）：チタ市内、Mi-8、Mi-24

  - 第187親衛攻撃機航空連隊（187-й гвардейский штурмовой авиационный полк）：チェルニゴフカ、Su-25SM/UB
  - 第277爆撃機航空連隊（277-й бомбардировочный авиационный полк）：フルバ、コムソモリスク・ナ・アムーレ南17km、Su-24M2
- 第257独立混成航空機連隊（257-й отдельный смешанный авиационный полк）：ボリショイ、ハバロフスク市ジェレズノドロジュニ地区、An-12、An-24、An-26、Tu-134、Tu-154
- 第799独立偵察機航空連隊（799-й отдельный разведывательный авиационный полк）：ヴァルフォロメーエフカ、Su-24MR
- 第573航空基地（573-я авиационная база）（第2級航空基地）：ボリショイ、ハバロフスク市ジェレズノドロジュニ地区、Mi-24/35、Mi-8、Mi-26、Ka-52A
  - 第?航空群（?-я авиагруппа）：ガロフカ第2、 Mi-8、Mi-26
- 第575航空基地（575-я авиационная база）（第2級航空基地）：チェルニゴフカ、Mi-8、Mi-24、Ka-52A
- 第101独立回転翼機隊（101-й отдельный вертолётный отряд）：ブレヴェスニク空港/旧天寧海軍飛行場、（択捉島）、Mi-8

## 過去の編制

### 第3航空・防空コマンド（2013年1月）
- 第10航空宇宙防衛旅団（10-я бригада воздушно-космической обороны）：チタ。S-300P
- 第11航空宇宙防衛旅団（11-я бригада воздушно-космической обороны）：コムソモリスク・ナ・アムーレ。S-300P
- 第12航空宇宙防衛旅団（12-я бригада воздушно-космической обороны）：ウラジオストク。S-300P
- 第6983航空基地（6983-я авиационная база）（第1級航空基地）：本部所在地、フルバ
  - 第?航空群（?-я авиационная гроупа）：フルバ、コムソモリスク・ナ・アムーレ南17km（ハバロフスク地方）。Su-24M/M2
  - 第3航空群（3-я авиационная гроупа）：ヴァルフォロメーエフカ、（沿海地方）。Su-24MR
  - 第4航空群（4-я авиационная гроупа）：ツェントラリナヤ・ウグロバヤ、ウラジオストク北東29km（沿海地方）。MiG-31、Su-27SM2、Su-30M2
  - 第5航空群（5-я авиационная гроупа）：ジェムギ、コムソモリスク・ナ・アムーレ北東8km（ハバロフスク地方）。Su-27SM2、Su-30M2
  - 第6航空群（6-я авиационная гроупа）：ボリショイ、ハバロフスク市ジェレズノドロジュニ地区（ハバロフスク地方）。An-12、An-24、An-26、Mi-8、Tu-134、Tu-154
  - 第?航空群（?-я авиационная гроупа）：チェルニゴフカ（沿海地方）。Su-25
  - 第8航空群（8-я авиационная гроупа）：エリゾヴォ、ペトロパブロフスク・カムチャツキー郊外（カムチャツカ地方）。MiG-31
- 第412航空基地（412-я авиационная база）（第2級航空基地）
  - 固定翼部隊：ドムナ、チタ郊外（ザバイカリエ地方）。 MiG-29、Su-25
  - 回転翼部隊：チタ市内、Mi-8、Mi-24
- 第573航空基地（573-я авиационная база）（第2級航空基地）：ガロフカ第2、（ハバロフスク地方）。 Mi-8、Mi-24、Mi-26
  - ブレヴェスニク分遣隊：ブレヴェスニク空港/旧天寧海軍飛行場、（択捉島）。Mi-8
- 第575航空基地（575-я авиационная база）（第2級航空基地）：チェルニゴフカ（沿海地方）。Mi-8、Mi-24、Ka-52A

### 第11航空軍
- 第23防空軍団：ウラジオストクに軍団司令部を置く。防空部隊とレーダー部隊を持つ。
  - 第22戦闘機連隊：ウグローヴァヤ。Su-27
  - 第530戦闘機連隊：ソコロフカ（チュグエフカ）。MiG-31
- 第25防空師団：コムソモリスク・ナ・アムーレに師団司令部を置く。防空部隊とレーダー部隊を持つ。
  - 第23戦闘機連隊：ジェムギ。Su-27SM。同機がロシア空軍で最初に配備された部隊である。
  - 第2電波技術連隊：コムソモリスク
- 第303諸兵科連合師団：ウスリースクに師団司令部を置く。前線爆撃機、攻撃機と偵察機の混成部隊。
  - 第277爆撃機連隊：フルバ。Su-24
  - 第302爆撃機連隊：ヴェリノ。Su-24M
  - 第18攻撃機連隊：ガリョンキ。Su-25
  - 第187攻撃機連隊：チェルニゴフカ。Su-25
  - 第799偵察機連隊：ヴァルフォロメーエフカ。Su-24MR
- 軍直轄部隊
  - 第257独立連隊：ハバロフスク。An-12、An-26、Mi-8
  - 第825独立ヘリ連隊：ガロフカ
  - 第319独立ヘリ連隊：チェルニゴフカ。Mi-24、Ka-50
  - 第364独立ヘリ連隊：スレドネベーラヤ。Mi-24
  - 第280独立ヘリ連隊：ソーコル
  - 独立無人航空機飛行隊：アルセニエフ

## 配備数
2015年12月時点で、第3航空・防空コマンドが配備する航空機、防空ミサイル等の推定数は、以下のようになっている。
| 戦闘機 - MiG-31B/BS×20機 戦闘攻撃機 - Su-24M×44機 - Su-24M2×10機 - Su-27SM2×35機 - Su-30M2×2機 - Su-30SM×15機 - Su-35S×26機 攻撃機 - Su-25/-25SM×72機 偵察機 - Su-24MR×28機 輸送機 - An-12/An-24/An26 計22機 - Tu-134×1機 - Tu-154×1機 | 攻撃ヘリコプター - Ka-52A×20機 - Mi-24×24機 輸送ヘリコプター - Mi-26×4機 - Mi-8×56機 防空ミサイル - 96K6パンツィールS1 - 9K317ブークM1 - S-300PS/PM - S-300V - S-400 |

## 司令官
- ヴァレリー・イワノフ中将、2007年 - 2010年10月
- セルゲイ・ドロノフ少将、2010年10月 - 2013年8月
- アレクサンドル・タタレンコ少将、2013年8月 -